# Brentford End
Brentford End est une zone anglaise située à l'ouest de Londres, dans le borough londonien de Hounslow.